# Gitta-Maria Sjöberg
Gitta-Maria Sjöberg, född 25 juli 1957 i Sjuntorp, södra Trollhättan,  är en svensk operasångerska (sopran). 
Efter sin utbildning vid Operaakademiet i Köpenhamn gjorde hon 1987 en lyckad debut som Mimi i La Bohème på Det Kongelige Teater. Där var hon under många år engagerad som ledande sopran. Numera leder hon mästerklasser runtom i Europa och är sommartid huvudansvarig för Nordic Festival i Trollhättan.

## Biografi

### Karriär
Gitta-Maria Sjöberg har gjort en internationell karriär och gästspelat på en rad operahus och festivaler runtom i världen och även i Norden, exempelvis i Stockholm 1987–2006 i uppsättningar av Madama Butterfly (1987), Carmen (1991), Simon Boccanegra (1991), Fallet Makropoulos (2003), Tosca (2004) och Valkyrian (2006) – så även i Helsingfors. 
Utanför Sverige har hon även gästat Paris, Lissabon, Venedig, Budapest, Wien, München, Düsseldorf, Riga, Tokyo, São Paulo, Toronto, Sankt Petersburg, Singapore, Nyslott, Bergen och London.
Hon är bosatt i Helsingör i Danmark.

### Repertoar

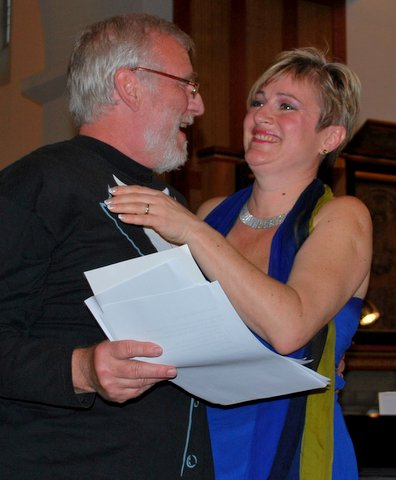
Gitta-Maria Sjöberg utsågs 2012 till hederskonstnär i Østermarie på Bornholm och fick då ett diplom av presidenten för KulturBornholm, Carsten Seeger.

Hennes repertoar täcker såväl lyriska som dramatiska roller. Bland dessa kan nämnas Mimi, Liù, Florian Tosca i Tosca, Manon i Manon Lescaut, Desdemona, Alice, Amelia i Simon Boccanegra och Maskeradbalen, Arabella, Elisabetta, Micaela, Leonora i Trubaduren och Ödets makt, Tatjana, i Jenůfa, Eva i Mästersångarna i Nürnberg, Rusalka, Hanna Glawari i Glada änkan, Octavian i Rosenkavaljeren, Chrysotemis i Elektra och Emilia Marty i Fallet Makropoulos av Leoš Janáček.
Vid invigningen av det nya operahuset i Köpenhamn 2005 gjorde hon titelrollen i Aida. Året därpå sjöng hon Sieglinde i Wagners Valkyrian tillsammans med Plácido Domingo, också i Köpenhamn. Hon framträdde 2011 i rollen som Kostelnička Buryjovka i Jenůfa på Malmö Opera.
På senare tid har Gitta-Maria Sjöberg haft rollen som Giorgetta i Puccinis opera Kappan i Köpenhamn och gjort konserter i Paris med Philippe Cassard. Hon leder också mästerklasser runtom i Europa och är sommartid huvudansvarig för Nordic Festival i Trollhättan.
Gitta-Maria Sjöberg har under åren 2013-2024 varit ordförande i Vänföreningen Birgit Nilsson Sällskapet.

## Inspelningar
Gitta-Maria Sjöberg är ofta engagerad som konsertsångerska och finns dokumenterad på flera cd- och dvd-inspelningar. 

## Priser och utmärkelser
- 1988 – Birgit Nilsson-stipendiet[3]
- 2003 –  Riddare av Dannebrogorden[4]
- 2012 – Edith Brodersens Ærespris.[5]
- 2013 – Torben Anton Svendsens legat.